# Flexibelt lärande
Flexibelt lärande är ett begrepp inom pedagogiken som innebär att undervisningen tar hänsyn till elevernas individuella förutsättningar. Den pedagogiska modellen innehåller olika anpassningar som kan göras för att optimera inlärning, inklusive att anpassa innehåll, metodik, bedömning och feedback. Dock har lärstilar, som tidigare ansågs vara en viktig faktor inom flexibelt lärande, klassificerats som en neuromyt och pseudovetenskap sedan tidigt 2010-tal.

## Vad är flexibelt lärande?
Vad som gör utbildningen flexibel i praktiken kan variera något. Flexibla inslag kan vara till exempel att de studerande i stor utsträckning bestämmer tid, plats och omfång för sina studier.
Distansundervisning är även det vanligt förekommande. Via en internetansluten dator upprätthålls kontakten med kursledaren och kurskamraterna. Lärmaterialet är idag oftast i digital form samt uppdelat i vad som kallas lärobjekt (se nedan). 
I vissa fall använder man en blandad form av undervisning (eng. "Blended learning", se t.ex. "NUDU" nedan för exempel.) där klassrumsundervisning med böcker kombineras med distansbaserad undervisning med digitalt lärmaterial, då ofta i form av digitala lärobjekt (se nedan). 
Digitala lärobjekt eller lärkomponenter är en metod för att dela upp ett lärmaterial i mindre beståndsdelar för att sedan kunna skräddarsy materialet. Ofta sker detta i digital form och läraren eller eleven kan sedan plocka ihop material efter behov. 
Det flexibla lärandet innebär även att hänsyn tas till den individuella elevens lärstil. Tanken förutsätter att vi har olika sätt att ta till oss information och ny kunskap och att olika lärstilar därför passar olika elever. Det finns dock inget vetenskapligt stöd för att lärstilar existerar och fenomenet har sedan tidigt 2010-tal betraktats som en neuromyt och pseudovetenskap, däribland av pedagoger som Per Kornhall och John Hattie och forskare som Anita Norlund.
En variant av flexibelt lärande är NUDU som innebär en kombination av när- och distansundervisning. Kurserna har regelbundna närträffar och mellan dessa sker kommunikationen mellan kursens deltagare i distansform.

## Flexibelt lärande inom folkbildningen
Det flexibla lärandet har särskilt etablerats inom folkbildningen där folkhögskolor och studieförbund erbjuder kurser och studiecirklar som går helt eller delvis på distans. Nätbildarna är ett exempel på samverkan i flexibelt lärande mellan folkhögskolor och studieförbund.
Folkbildningens aktörer har fått ett särskilt uppdrag från Sveriges regering och riksdag att söka överbrygga den digitala klyftan som gör att grupper ställs utanför samhället. Information förmedlas i allt större utsträckning via Internet och alltfler kontakter med myndigheter och organisationer förutsätter datakunskaper och goda tekniska förutsättningar för att kunna delta. Flexibelt lärande är en väg att överbrygga denna digitala klyfta genom att alltfler grupper i samhället får tillgång till de resurser som endast nås via nätet.